# Glycera posterobranchia
Glycera posterobranchia är en ringmaskart som beskrevs av Hoagland 1920. Glycera posterobranchia ingår i släktet Glycera och familjen Glyceridae. Inga underarter finns listade i Catalogue of Life.